# 小林和寿
小林 和寿（こばやし かずひさ、1980年11月14日 - ）は、日本の俳優。神奈川県出身。アイティ企画所属。特技は総合武道、殺陣、ダンス、サッカー。

## 出演作品

### テレビドラマ
- 坂の上の雲 (テレビドラマ)#10、11、12（伝令）
- タイムスクープハンター#出演多数
- 天地人 (NHK大河ドラマ)（家臣）
- 龍馬伝（幕臣）
- 咲くやこの花 (テレビドラマ)
- 外事警察
- とと姉ちゃん

### 映画
- 劇場版タイムスクープハンター（伍作）
- るろうに剣心 (実写映画)（警官）
- HANAMI
- かにゴールキーパー